# Demetric Horton
Demetric Horton (Raleigh (Carolina del Norte), 2000), es un baloncestista estadounidense que pertenece a la plantilla de Brussels Basketball de la BNXT League. Con 1,96 metros de estatura, juega en la posición de alero.

## Trayectoria deportiva
Es un alero formado en la Garner Magnet High School de Garner (Carolina del Norte), antes de ingresar en 2018 en el Cape Fear Community College, situado en Wilmington (Carolina del Norte), donde jugó durante una temporada, antes de formar parte de la Independence Community College, durante la temporada 2019-20. 
En la temporada 2020-21, se enrola en la Universidad Purdue Fort Wayne, situada en Fort Wayne, Indiana, donde jugaría una temporada la NCAA con los Purdue Fort Wayne Mastodons.
En 2021, ingresa en la Universidad Agrónoma y Técnica Estatal de Carolina del Norte, situada en Greensboro (Carolina del Norte), donde jugaría durante dos temporadas la NCAA con los North Carolina A&T Aggies, desde 2021 a 2023. En su segunda temporada promedió en 32 partidos disputados 10,8 puntos, 5,1 rebotes, 2,6 asistencias y un 44,4% en lanzamientos de tres.
El 24 de julio de 2023, firma por el Oviedo Club Baloncesto de la Liga LEB Oro.
El 6 de mayo de 2024, tras desvincularse del conjunto ovetense, firma por el Club Baloncesto Tizona de la Liga LEB Oro.